# Дорошкевич Олександр Васильович
Олександр Васильович Дорошкевич (* 20 серпня 1874, Київ — † 12 січня 1919, Чернігів) — генерал-хорунжий Армії Української Держави.

## Життєпис
Народився 20 серпня 1874 у Києві, (за іншими даними у Чернігівській губернії. Закінчив 2-й Московський кадетський корпус та Олександрівське військове училище у 1895.

### В російській армії
На військовій службі з 01.09.1893. У званні підпоручика служить у 41-й артилерійській бригаді.
Із 8 серпня 1902 штабс-капітан.
У 1904 закінчив Миколаївську академію Генерального штабу за 1-м розрядом. Учасник російсько-японської війни 1904–1905. Згодом помічник старшого ад'ютанта штабу Віленського військового округу протягом 1907–1910. З 25 березня 1912 у званні полковника.
Учасник Першої світової війни, командир 163-го піхотного Ленкорансько-Нашебургського полку. З квітня 1917 начальник штабу 11-ї піхотної дивізії. З 7 травня 1917 генерал-майор, командир 31-го армійського корпусу.

### На службі Україні
В Армії УНР з 14 березня 1918. Згодом у армії Української Держави, командир 5-го корпусу.
Під час антигетьманського повстання потрапив у полон до військ Директорії. Утримувався у чернігівській тюрмі.
Розстріляний більшовиками 12 січня 1919 після взяття міста.